# Gerald z Béziers
Gerald z Béziers, fr. Guiraud (Geraud) d'Puissalicon (ur. ok. 1070 w Puissalicon, zm. 5 listopada 1123 w Béziers w Galii) – francuski kanonik regularny, biskup, święty Kościoła katolickiego.
Według religioznawcy Józefa Vaissette św. Gerald miał podpisać kilka dokumentów i akt, jako Guiraud z Puissalicon, co świadczyłoby o jego szlacheckim pochodzeniu.
Przed 1085 rokiem wstąpił do kanoników regularnych św. Augustyna, gdzie przyjął święcenia diakońskie (1094). Wyświęcenia na księdza miało miejsce 7 lat później (1101). Między 4 maja 1105 a 6 sierpnia 1106 roku został wybrany przeorem klasztoru w Cassan koło Roujan, któremu przywrócił dawną świetność. Wybudował wiele nowych budynków w tym szpital. 5 października 1115 został poświęcony nowy ośrodek poza klasztorem w Cassan.
Znany z pobożności, szczerości i prostoty św. Gerald poświęcał wiele czasu ubogim i chorym.
W 1121 roku objął biskupstwo w diecezji Béziers. Urząd ten sprawował krótko. Gerald zmarł w wieku ok. 53 lat w wyniku choroby.
Został pochowany, zgodnie z prośbą, obok św. Afrodyzjusza pierwszego biskupa Béziers. Jego relikwie zostały przeniesione 11 listopada 1259 do nieistniejącego już klasztoru klarysek. Obiekt ten był miejscem kultu do rewolucji francuskiej podczas której zniszczono relikwie św. Geralda (1739). W Reujan przechowywano jego srebrny pierścień z ametystem, który został skradziony w 1980 roku przez nieznanych sprawców. Pierścień miał mieć właściwości uzdrawiające, zwłaszcza w chorobach oczu dzieci.
Św. Gerald jest patronem Puissalicon. Jego imię nosi francuskie miasteczko Saint-Guiraud.
Wspomnienie liturgiczne świętego obchodzone jest w dzienną pamiątkę śmierci.
W sztuce przedstawiany jako biskup z jałmużnikiem.